# Kostelec nad Labem (hrad)
Hrad Kostelec nad Labem je částečně zaniklý hrad ve městě Kostelec nad Labem v okrese Mělník. Založen byl nejspíš ve třináctém století za vlády krále Přemysla Otakara II. a později k jeho majitelům patřily české královny nebo páni z Dubé. Panským sídlem přestal být po roce 1586. Jeho zbytky se dochovaly ve zdivu domu čp. 720 v ulici K Rudči.

## Historie
Kostelec nad Labem byl založen ve druhé polovině třináctého století, ale první písemná zmínka o hradu pochází až z roku 1359, ve kterém byl jeho zástavním držitelem saský kníže Rudolf I. V roce 1371 měla hrad v zástavě královna Alžběta Pomořanská, která ho v roce 1380 postoupila Alešovi z Dubé. Na počátku husitských válek hrad patřil Alešovu synovi, za kterého byl roku 1420 obležen a dobyt husity. O čtyři roky později byl v Kostelci obléhán Jan Žižka.
V roce 1432 město s hradem patřilo Bohumilovi z Klinštejna, po kterém je získal Jindřich Berka z Dubé. Ve druhé polovině patnáctého století se vystřídala řada majitelů. Od roku 1499 hrad drželi Šlechtové ze Všehrd, od kterých ho koupil Jan Vančura z Řehnic, jehož potomkům patřil až do roku 1572. V té době byl hrad renesančně přestavěn. V roce 1586 Kostelec ze zástavy vykoupil císař Rudolf II., a připojil ho k Brandýsu nad Labem. Od té doby byl kostelecký hrad využíván pouze k hospodářským účelům.

## Stavební podoba
Z hradu původně chráněného vodou ze zaniklého labského ramene se dochovalo severní křídlo hradního jádra se zaobleným nárožím. Z nejstarší stavební fáze pochází severní a jižní zeď domu čp. 720, zatímco vnitrní příčky a valené klenby v přízemí pochází z pozdně gotické přestavby.